# 下半天
下半天，是臺灣嘉義縣鹿草鄉的一個傳統地域名稱，位於該鄉東北部。相較於今日行政區，其範圍大致為下麻村北大半部不含西部凸出部分及東端。
本地區境內設有台糖下半天農場。

## 歷史
台灣日治初期，下半天地區為一街庄（舊制街庄），稱為「下半天庄」，隸屬於鹿仔草堡。該庄昔日北與梅仔厝庄、埔心庄為鄰，東與十一指厝庄為鄰，東南邊為南靖庄，南邊為蔴荳店庄、山仔腳庄，西邊為鹿仔草庄、後藔庄。
1901年（日治明治三十四年）11月11日，全台廢縣廳改設二十廳，該庄隸屬於嘉義廳。1904年（明治三十七年）2月20日，該庄編入「鹿仔草區」，隸屬於嘉義廳。1905年（明治三十八年）7月1日，嘉義廳內管轄區域調整，該庄仍隸屬於「鹿仔草區」。1909年（明治四十二年）10月25日，全台合併二十廳為十二廳，鹿仔草區仍隸屬於嘉義廳。1920年（大正九年）10月1日，全台地方制度大改正，廢十二廳改設五州二廳，該庄改制為「下半天」大字，隸屬於臺南州東石郡鹿草庄（新制街庄）。
戰後鹿草庄改制為鹿草鄉，隸屬於臺南縣，大字亦改制為村。1950年10月25日，雲、嘉、南分治，鹿草鄉改隸屬嘉義縣。

## 聚落
該地區發展較早的聚落有下半天、下竹圍（前兩者現已連成一片）、過溝仔、頂半天等，在日治期初期的官方地圖上已有記載。

## 交通
國道1號又稱「中山高速公路」，是台灣西部兩條南縱向高速公路之一，經過本地區東南端，並於東部邊界外緣與省道台82線交會處設有嘉義系統交流道。最近的一般交流道是位於本地區東北方不遠處大崙地區縣道168號交會口的水上交流道，由此等進入可快速前往台灣南北各地。
省道台82線又稱「東西向快速公路－東石嘉義線」，經過本地區北部及東部。最近的交流道在西側為縣道167號交會處的鹿草交流道，在東側為國道1號交會處的嘉義系統交流道及省道台1線暨縣道163號交會處的水上交流道。由此等可快速前往台82線沿線各地，或連接國道1號、國道3號。
鄉道嘉37線是下半天至後堀的道路，其北側端點（起點）位於本地區中部略偏東南的鄉道嘉39線路口。
鄉道嘉39線是後潭至麻豆店的道路，經過本地區中部偏東地帶。
鄉道嘉40線是後寮至柳仔林的道路，經過本地區北部，其中有一大段路線是在省道台82線（快速道路）旁而與其併行。

## 產業
- 台糖下半天農場